# Ayuntamiento de Torrelavega
El Ayuntamiento de Torrelavega es la institución que se encarga de gobernar el municipio de Torrelavega (Cantabria, España). Está presidido por el alcalde de Torrelavega, que desde 1979 es elegido democráticamente por sufragio universal. Actualmente, tras las elecciones municipales de 2019, ejerce de alcalde-presidente del municipio Javier López Estrada, del PRC.

## Casa consistorial
La casa consistorial de Torrelavega se sitúa en el Palacio Herrero y fue realizada por el arquitecto Joaquín Rucoba. Es un bloque de sillería con tres alturas, se encuentra flanqueado por dos bloques de viviendas; se accede por un pórtico de tres arcos de medio punto y en cuyo eje central hay una ventana abierta en la cornisa, entre otros dos vanos, enmarcada por molduras barroquizantes y coronada por una torre. En el interior hay una escalera con balaustrada realizada en mármol de Carrara, que se encuentra iluminada por una vidriera con el escudo de la ciudad y cubierta por una bóveda con pinturas murales de estilo rococó realizadas en 1906 por Ramón Fraxenet.

## Alcaldes
| Periodo   | Nombre                                                                    | Partido                                                       |
| --------- | ------------------------------------------------------------------------- | ------------------------------------------------------------- |
| 1979-1983 | Manuel Teira Fernández                                                    | Partido Socialista Obrero Español (PSOE)                      |
| 1983-1987 | Manuel Rotella Gómez (1983-1984) José Gutiérrez Portilla (1984-1987)      | Partido Socialista Obrero Español (PSOE)                      |
| 1987-1991 | José Gutiérrez Portilla                                                   | Partido Socialista Obrero Español (PSOE)                      |
| 1991-1995 | José Gutiérrez Portilla (1991-1994) Blanca Rosa Gómez Morante (1994-1995) | Partido Socialista Obrero Español (PSOE)                      |
| 1995-1999 | Blanca Rosa Gómez Morante                                                 | Partido Socialista Obrero Español (PSOE)                      |
| 1999-2003 | Francisco Javier López Marcano                                            | Partido Regionalista de Cantabria (PRC)                       |
| 2003-2007 | Blanca Rosa Gómez Morante                                                 | Partido Socialista Obrero Español (PSOE)                      |
| 2007-2011 | Blanca Rosa Gómez Morante                                                 | Partido Socialista Obrero Español (PSOE)                      |
| 2011-2015 | Ildefonso Calderón Ciriza (2011-2014) Lidia Ruiz Salmón (2014-2015)       | Partido Popular (PP) Partido Socialista Obrero Español (PSOE) |
| 2015-2019 | José Manuel Cruz Viadero                                                  | Partido Socialista Obrero Español (PSOE)                      |
| 2019-2023 | Javier López Estrada                                                      | Partido Regionalista de Cantabria (PRC)                       |
| 2023-act. | Javier López Estrada                                                      | Partido Regionalista de Cantabria (PRC)                       |

## Corporación municipal 2023-2027
La corporación municipal está compuesta por 25 concejales elegidos democráticamente cada cuatro años. Después de las Elecciones municipales de 2023, forman parte de ella 7 concejales del Partido Popular de Cantabria, 7 del Partido Regionalista de Cantabria, 6 del Partido Socialista de Cantabria, 2 de Vox, 2 de Torrelavega Sí y 1 de Izquierda Unida-Podemos.
| Actual distribución del Ayuntamiento de Torrelavega |                                            |                           |       |       |        |
| Candidatura                                         | Candidatura                                | Cabeza de lista           | Votos | %     | Ediles |
|                                                     | Partido Popular de Cantabria (PP)          | Miguel Ángel Vargas       | 6918  | 25,56 | 7      |
|                                                     | Partido Regionalista de Cantabria (PRC)    | Javier López Estrada      | 6200  | 22,91 | 7      |
|                                                     | Partido Socialista de Cantabria (PSC-PSOE) | José Luis Urraca          | 6103  | 22,55 | 6      |
|                                                     | Vox                                        | Roberto García Corona     | 2228  | 8,23  | 2      |
|                                                     | Torrelavega Sí (TSí)                       | Blanca Rosa Gómez Morante | 2156  | 7,96  | 2      |
|                                                     | Izquierda Unida-Podemos (IU-Podemos)       | Borja Peláez              | 1818  | 6,71  | 1      |

## Acuerdos de investidura o coaliciones de gobierno
| Mandato   | Partidos implicados                                                     | Concejales |
| --------- | ----------------------------------------------------------------------- | ---------- |
| 1979–1983 | Gobierno del PSOE con apoyo de CPI, PCE y ORT                           | 16/25      |
| 1983–1987 | Gobierno del PSOE con mayoría absoluta                                  | 15/25      |
| 1987–1991 | Gobierno del PSOE en minoría                                            | 11/25      |
| 1991–1995 | Gobierno del PSOE en minoría                                            | 12/25      |
| 1995–1999 | Gobierno del PSOE en minoría                                            | 10/25      |
| 1999–2003 | Gobierno del PRC con apoyo del PP                                       | 14/25      |
| 2003–2007 | Gobierno del PSOE en minoría, con apoyo posterior del PRC               | 17/25      |
| 2007–2011 | Gobierno del PSOE en minoría, con apoyo eventual del PP                 | 10/25      |
| 2011–2015 | Gobierno del PP en minoría                                              | 10/25      |
| 2015–2019 | Gobierno del PSOE en coalición con el PRC y con apoyo de ACPT           | 13/25      |
| 2019–2023 | Gobierno del PRC en coalición con el PSOE y con apoyo de Torrelavega Sí | 17/25      |
| 2023–act. | Gobierno del PRC en coalición con el PSOE y con apoyo de Torrelavega Sí | 15/25      |

## Pleno
| Partido político | Partido político                                                    | 2023   | 2019   | 2015   | 2011   | 2007   | 2003   | 1999   | 1995   | 1991   | 1987   | 1983   | 1979   |
| Partido político | Partido político                                                    | Ediles | Ediles | Ediles | Ediles | Ediles | Ediles | Ediles | Ediles | Ediles | Ediles | Ediles | Ediles |
|                  | Partido Popular (PP)-Alianza Popular (AP)                           | 7      | 5      | 7      | 10     | 7      | 6      | 7      | 8      | 5      | 5      | 7      | 2      |
|                  | Partido Regionalista de Cantabria (PRC)                             | 7      | 8      | 5      | 6      | 7      | 7      | 7      | 4      | 2      | 3      | 0      | 2      |
|                  | Partido Socialista Obrero Español (PSOE)                            | 6      | 8      | 6      | 8      | 11     | 11     | 10     | 10     | 12     | 11     | 15     | 7      |
|                  | Vox                                                                 | 2      | 0      | —      | —      | —      | —      | —      | —      | —      | —      | —      | —      |
|                  | Torrelavega Sí                                                      | 2      | 1      | 4      | —      | —      | —      | —      | —      | —      | —      | —      | —      |
|                  | Izquierda Unida (IU)-Partido Comunista de España (PCE)              | 1      | 0      | 0      | 0      | —      | 1      | 1      | 2      | 2      | 2      | 3      | 2      |
|                  | Ciudadanos (CS)                                                     | 0      | 1      | 0      | —      | —      | —      | —      | —      | —      | —      | —      | —      |
|                  | Podemos                                                             | IU     | IU     | 1      | —      | —      | —      | —      | —      | —      | —      | —      | —      |
|                  | Asamblea Ciudadana por Torrelavega (ACPT)                           | —      | 2      | 2      | 1      | 1      | —      | —      | —      | —      | —      | —      | —      |
|                  | Centro Democrático y Social (CDS)-Unión de Centro Democrático (UCD) | —      | —      | —      | —      | —      | 0      | 0      | 0      | 0      | 3      | 0      | 5      |
|                  | Unión para el Progreso de Cantabria (UPCA)                          | —      | —      | —      | —      | —      | —      | 0      | 1      | 4      | —      | —      | —      |
|                  | Bloque Asambleario de Torrelavega (BAT)                             | —      | —      | —      | —      | —      | —      | —      | —      | 0      | 1      | —      | —      |
|                  | Candidatura Popular Independiente (CPI)                             | —      | —      | —      | —      | —      | —      | —      | —      | —      | —      | —      | 5      |
|                  | Organización Revolucionaria de Trabajadores (ORT)                   | —      | —      | —      | —      | —      | —      | —      | —      | —      | —      | —      | 2      |

## Resultados electorales históricos
| Partido político                                                    | 2023                     | 2023                     | 2023                     | 2019                     | 2019                     | 2019                     | 2015  | 2015  | 2015       | 2011  | 2011   | 2011       | 2007  | 2007   | 2007       | 2003  | 2003   | 2003       | 1999  | 1999   | 1999       | 1995  | 1995   | 1995       | 1991  | 1991   | 1991       | 1987  | 1987   | 1987       | 1983  | 1983   | 1983       | 1979  | 1979  | 1979       |
| Partido político                                                    | %                        | Votos                    | Concejales               | %                        | Votos                    | Concejales               | %     | Votos | Concejales | %     | Votos  | Concejales | %     | Votos  | Concejales | %     | Votos  | Concejales | %     | Votos  | Concejales | %     | Votos  | Concejales | %     | Votos  | Concejales | %     | Votos  | Concejales | %     | Votos  | Concejales | %     | Votos | Concejales |
| Partido Popular (PP)-Alianza Popular (AP)                           | 25,56                    | 6918                     | 7                        | 15,67                    | 4475                     | 5                        | 24,48 | 7182  | 7          | 34,94 | 10 968 | 10         | 26,03 | 8526   | 7          | 22,97 | 8166   | 6          | 25,44 | 8775   | 7          | 30,40 | 10 926 | 8          | 16,88 | 5491   | 5          | 20,36 | 6674   | 5          | 24,23 | 7142   | 7          | 9,07  | 2383  | 2          |
| Partido Regionalista de Cantabria (PRC)                             | 22,91                    | 6200                     | 7                        | 26,5                     | 7571                     | 8                        | 17,69 | 5192  | 5          | 22,95 | 7203   | 6          | 24,57 | 8047   | 7          | 23,16 | 8234   | 7          | 24,17 | 8338   | 7          | 13,90 | 4994   | 4          | 7,55  | 2456   | 2          | 11,30 | 3705   | 3          | 2,25  | 662    | 0          | 7,47  | 1963  | 2          |
| Partido Socialista Obrero Español (PSOE)                            | 22,55                    | 6103                     | 6                        | 26,06                    | 7443                     | 8                        | 20,02 | 5874  | 6          | 27,66 | 8683   | 8          | 38,89 | 13 827 | 11         | 38,89 | 13 827 | 11         | 37,31 | 12 868 | 10         | 34,46 | 12 383 | 10         | 40,36 | 13 125 | 12         | 37,33 | 12 241 | 11         | 46,30 | 13 646 | 15         | 28,71 | 7543  | 7          |
| Vox                                                                 | 8,23                     | 2228                     | 2                        | 4,58                     | 1307                     | 0                        | —     | —     | —          | —     | —      | —          | —     | —      | —          | —     | —      | —          | —     | —      | —          | —     | —      | —          | —     | —      | —          | —     | —      | —          | —     | —      | —          | —     | —     | —          |
| Torrelavega Sí                                                      | 7,96                     | 2156                     | 2                        | 6,11                     | 1745                     | 1                        | 12,57 | 3689  | 4          | —     | —      | —          | —     | —      | —          | —     | —      | —          | —     | —      | —          | —     | —      | —          | —     | —      | —          | —     | —      | —          | —     | —      | —          | —     | —     | —          |
| Izquierda Unida (IU)-Partido Comunista de España (PCE)              | 6,71                     | 1818                     | 1                        | 3,49                     | 998                      | 0                        | 3,92  | 1151  | 0          | 2,24  | 702    | 0          | —     | —      | —          | 5,85  | 2081   | 1          | 5,05  | 1743   | 1          | 10,24 | 3679   | 2          | 7,94  | 2583   | 2          | 8,02  | 2629   | 2          | 9,52  | 2807   | 3          | 9,65  | 2535  | 2          |
| Ciudadanos (CS)                                                     | 4,19                     | 1136                     | 0                        | 6,18                     | 1764                     | 1                        | 4,60  | 1349  | 0          | —     | —      | —          | —     | —      | —          | —     | —      | —          | —     | —      | —          | —     | —      | —          | —     | —      | —          | —     | —      | —          | —     | —      | —          | —     | —     | —          |
| Podemos                                                             | Con Izquierda Unida (IU) | Con Izquierda Unida (IU) | Con Izquierda Unida (IU) | Con Izquierda Unida (IU) | Con Izquierda Unida (IU) | Con Izquierda Unida (IU) | 5,35  | 1570  | 1          | —     | —      | —          | —     | —      | —          | —     | —      | —          | —     | —      | —          | —     | —      | —          | —     | —      | —          | —     | —      | —          | —     | —      | —          | —     | —     | —          |
| Asamblea Ciudadana por Torrelavega (ACPT)                           | —                        | —                        | —                        | 8,45                     | 2415                     | 2                        | 8,12  | 2382  | 2          | 6,66  | 2092   | 1          | 5,13  | 1681   | 1          | —     | —      | —          | —     | —      | —          | —     | —      | —          | —     | —      | —          | —     | —      | —          | —     | —      | —          | —     | —     | —          |
| Centro Democrático y Social (CDS)-Unión de Centro Democrático (UCD) | —                        | —                        | —                        | —                        | —                        | —                        | —     | —     | —          | —     | —      | —          | —     | —      | —          | 0,82  | 290    | 0          | 1,64  | 565    | 0          | 1,91  | 688    | 0          | 4,94  | 1607   | 0          | 10,96 | 3592   | 3          | 3,50  | 1033   | 0          | 19,10 | 5017  | 5          |
| Unión para el Progreso de Cantabria (UPCA)                          | –                        | –                        | –                        | –                        | –                        | –                        | –     | –     | –          | –     | –      | –          | –     | –      | –          | –     | –      | –          | 1,17  | 403    | 0          | 5,09  | 1828   | 1          | 13,66 | 4441   | 4          | –     | –      | –          | –     | –      | –          | –     | –     | –          |
| Bloque Asambleario de Torrelavega (BAT)                             | –                        | –                        | –                        | –                        | –                        | –                        | –     | –     | –          | –     | –      | –          | –     | –      | –          | –     | –      | –          | –     | –      | –          | –     | –      | –          | 4,99  | 1624   | 0          | 6,28  | 2058   | 1          | –     | –      | –          | –     | –     | –          |
| Candidatura Popular Independiente (CPI)                             | –                        | –                        | –                        | –                        | –                        | –                        | –     | –     | –          | –     | –      | –          | –     | –      | –          | –     | –      | –          | –     | –      | –          | –     | –      | –          | –     | –      | –          | –     | –      | –          | –     | –      | –          | 18,38 | 4828  | 5          |
| Organización Revolucionaria de Trabajadores (ORT)                   | –                        | –                        | –                        | –                        | –                        | –                        | –     | –     | –          | –     | –      | –          | –     | –      | –          | –     | –      | –          | –     | –      | –          | –     | –      | –          | –     | –      | –          | –     | –      | –          | –     | –      | –          | 7,63  | 2004  | 2          |

## Evolución de la deuda viva municipal
El concepto de deuda viva contempla sólo las deudas con cajas y bancos relativas a créditos financieros, valores de renta fija y préstamos o créditos transferidos a terceros, excluyéndose, por tanto, la deuda comercial.
| Gráfica de evolución de la deuda viva del Ayuntamiento entre 2008 y 2023                              |
| |
| Deuda viva del Ayuntamiento de Torrelavega, en miles de euros, según datos del Ministerio de Hacienda |